# معهد بول شيرير

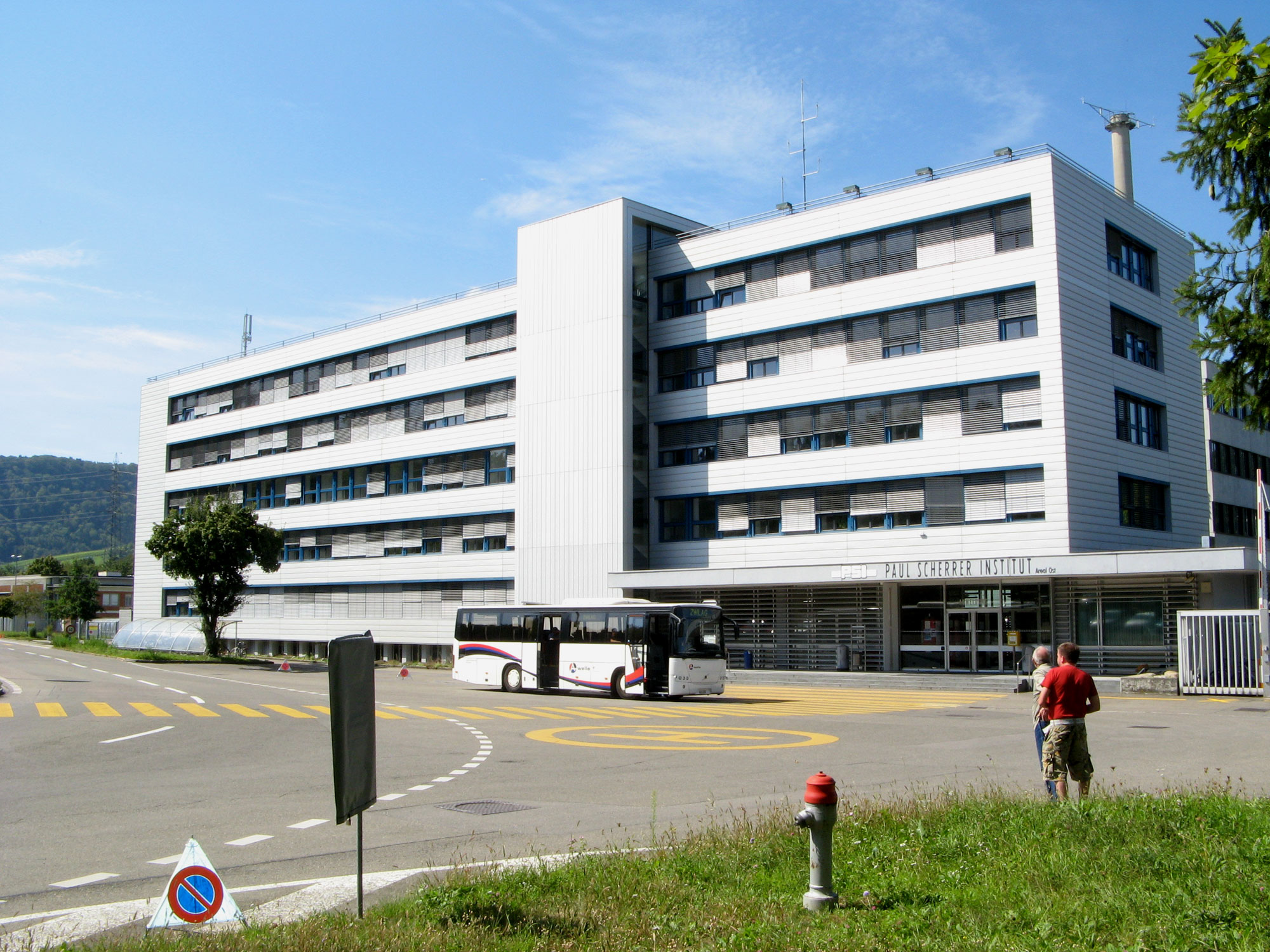

معهد بول شيرير الذي يوجد في مدينة فيلّيغِن، التابعة لكانتون أرجاو بشكل رئيسي بمجالات الطاقة النووية وغير النووية ومجال البيئة فيما يتعلق بالطاقة. ومن أجل ذلك، قام المعهد بإنشاء وتطوير وإدارة مراكز للأبحاث على مستوى عالٍ من الخِـبرة والكفاءة العلمية والمهنية.